# کاستلسرا
کاستلسرا (به اسپانیایی: Castellserá) یک منطقهٔ مسکونی در اسپانیا است که در اورژل واقع شده‌است. کاستلسرا ۱۵٫۸ کیلومتر مربع مساحت دارد.